# Pinhoe
Pinhoe – dzielnica w Exeter w Anglii, w Devon, w dystrykcie Exeter. W 2011 miejscowość liczyła 6454 mieszkańców. Pinhoe jest wspomniana w Domesday Book (1086) jako Pinnoch/Pinnoc.
W dzielnicy jest stacja kolejowa Pinhoe.